# Bandelette urinaire

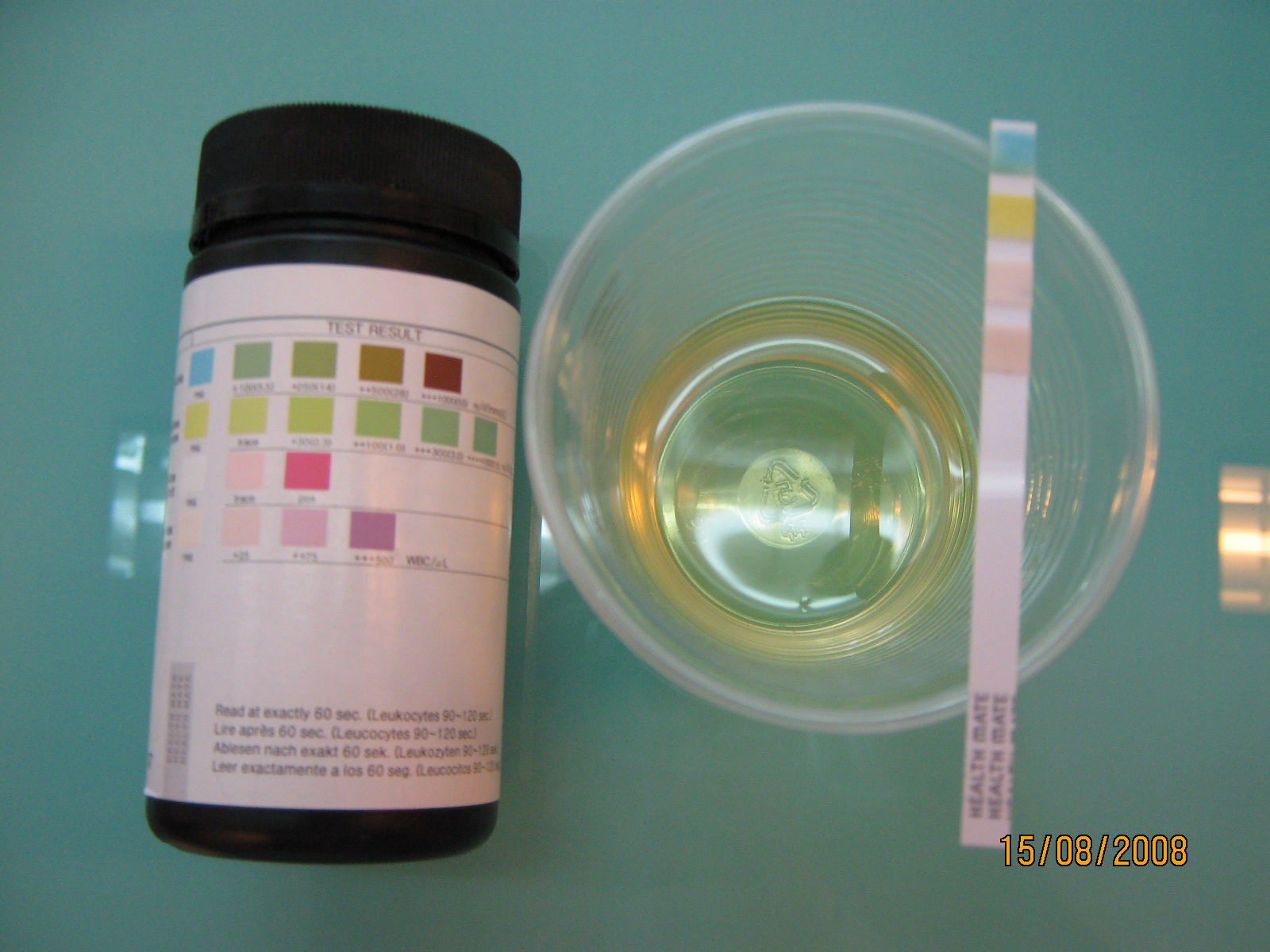
Bandelette urinaire

Une bandelette urinaire ou tigette urinaire sert à réaliser des analyses médicales rapides permettant le dépistage de certains problèmes de santé, dont les infections des voies urinaires, la jaunisse, ou certains problèmes rénaux. La bandelette urinaire réactive immergée brièvement dans l'urine est lue par le praticien ou le particulier en la comparant à une échelle colorimétrique. Selon le type de réactifs, elle permet de déterminer le pH et de rechercher la présence dans les urines de glucose, de corps cétoniques, de leucocytes, de nitrites, de protéines, de sang, d'urobilinogène et de bilirubine.

## Principe

L'hémoglobine réagit avec le peroxyde d'hydrogène pour oxyder le TMB, ce qui produit de l'eau et du 3,3',5,5'-tetramethylbenzidine diimine qui est violet.

- La détection du sang est basée sur l'activité peroxydative de l'hémoglobine[2],[3]. La présence d'acide ascorbique peut diminuer l'oxydation du tétraméthylbenzidine en s'oxydant à sa place. Cette activité peroxydative est partagée également par la myoglobine.

- La détection des protéines est basée sur le changement de couleur du 3',3",5',5"-tetrachlorphenol- 3,4,5,6-tetrabromsulfophthalein[2], en effet cette molécule contient un groupement hydroxyle qui change la couleur de la molécule tout entière selon sa disposition neutre (R-OH, couleur jaune) ou anionique (R-O-, couleur verte). La présence des groupements aminés des protéines arrache le proton du groupe hydroxyle pour le transformer en sa forme anionique, ce qui a pour effet de transformer la couleur jaune en couleur verte. La présence d'ammonium quaternaire dans le prélèvement d'urine a le même effet de déprotonation et induit donc des faux positifs. Le groupe hydroxyle se déprotonise également si les urines sont très alcalines (pH>9) et induit donc aussi un faux positif

## Paramètres étudiés et interprétation

### Paramètres
La bandelette urinaire permet de rechercher la présence qualitative et/ou semi-quantitative de différents paramètres tels que :
- Les leucocytes : recherche d'infection urinaires, l'augmentation des leucocytes urinaires étant la conséquence de la présence d'une bactérie
- Les nitrites : permettent la mise en évidence de la présence de bactéries équipées d'une nitrate-réductase (entérobactéries)
- le pH : recherche étiologique de calculs rénaux
- Les protéines : recherche d'un dysfonctionnement rénal (atteinte glomérulaire, atteinte tubulaire, surcharge protéique...)
- Le glucose : recherche d'un diabète mellitus
- Les corps cétoniques : recherche d'un diabète de type 1
- L'urobilinogène : recherche d'une atteinte hépatique ou biliaire
- La bilirubine : recherche d'une atteinte hépatique ou biliaire
- Le sang : recherche d'une atteinte rénale ou de cancers des voies urinaires

### Valeurs normales et limites de détection
La détection des paramètres par la bandelette urinaire étant qualitative ou semi-quantitatives, les résultats sont donnés sous forme de symboles "positif", "négatif" ou "nul"
| Paramètre        | Valeur normale | Limite de détection                                  | Notation                                             |
| ---------------- | -------------- | ---------------------------------------------------- | ---------------------------------------------------- |
| Glucose          | 0              | > 0,4 g/L                                            | 0 ou +                                               |
| Corps cétoniques | 0              | > 0,05 g/L                                           | 0 ou +                                               |
| Sang             | 0              | Hématies intactes > 5 /mm3 Hématies lysées > 10 /mm3 | 0 ou +                                               |
| Protéines        | 0 ou +         | > 60 mg/L (Albumine)                                 | + = 60 mg/L - 1 g/L ++ = 1 g/L - 3 g/L +++ = > 3 g/L |
| Leucocytes       | 0              | > 10 mm3                                             | 0 ou +                                               |
| Nitrites         | 0              | > 0,5 mg/L                                           | 0 ou +                                               |
| pH               | 4,6 - 8        | 5 - 9                                                | Quantitative                                         |

## Source
- (fr) Thierry Hannedouche, « Bandelette urinaire »(Archive.org • Wikiwix • Archive.is • Google • Que faire ?), sur nephrohus.org, 2000 (màj 2007) (consulté le 22 juillet 2008)